# Roman à sensation

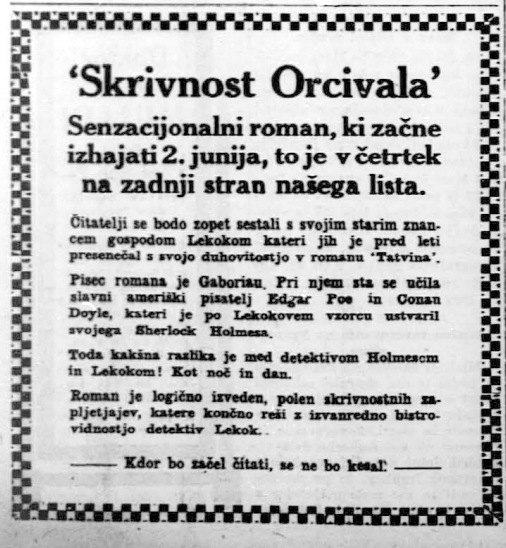
Publicité pour le "roman à sensation" d'Émile Gaboriau, Le mystère d'Orcival, dans le journal américain slovène Glas naroda 1921

Le roman à sensation est un genre littéraire né dans la deuxième moitié du XIXe siècle en Grande-Bretagne.
Ce genre littéraire est une évolution des romans mélodramatiques, qui utilisaient un ensemble de personnages stéréotypés, et des romans Newgate, qui avaient pour thème principal la vie de célèbres criminels. East Lynne de Ellen Wood's, paru en 1861, fut le premier roman à être étiqueté comme roman à sensation par la critique. Le courant comprend trois auteurs majeurs : Ellen Woods, Wilkie Collins (La Femme en blanc, 1859; La Pierre de lune, 1868) et Mary Elizabeth Braddon (Le secret de Lady Audley, 1862).
Les romans à sensation avaient pour thèmes des sujets choquants comme l'adultère, le vol, l'enlèvement, la bigamie, la fabrication de fausse monnaie, la séduction et le meurtre. Le genre se distinguait des autres mouvements de l'époque, comme le mouvement Gothique, par l'utilisation de ces thèmes dans un contexte domestique, voire familial, allant ainsi à l'encontre de l'idée largement répandue à l'époque victorienne que les événements sensationnels étaient totalement étrangers à la vie confortable des classes moyennes qui composaient la plus grande partie du lectorat de l'époque. William S. Gilbert fit une satire du genre en 1871 avec son opéra comique A Sensation Novel.